# Drzeniów (powiat słubicki)
Drzeniów (niem. Drehnow) – wieś w Polsce położona w województwie lubuskim, w powiecie słubickim, w gminie Cybinka.
W latach 1975–1998 miejscowość należała administracyjnie do województwa zielonogórskiego.
Miejscowość położona jest przy drodze krajowej nr 29 Słubice – Zielona Góra.

## Zabytki
Do wojewódzkiego rejestru zabytków wpisane są:
- kościół parafialny pod wezwaniem MB Częstochowskiej, gotycki z XV wieku, XIX wieku
- zespół pałacowy, z XVIII wieku, 1844 roku: 
  - piwnice pałacu
  - park
- dom, na dz. 24, z XVIII wieku.